# A Means to No End
A Means to No End è il quarto album in studio del gruppo metal italiano Destrage, pubblicato nel 2016.

## Tracce
1. A Means to No End – 3:12
2. Don't Share at the Edge – 3:20
3. Symphony of the Ego – 4:29
4. Silent Consent – 5:06
5. The Flight – 5:11
6. Dreamers – 3:43
7. Ending to a Means – 3:04
8. Peacefully Lost – 5:40
9. Not Everything Is Said – 4:23
10. To Be Tolerated – 3:58
11. Blah Blah – 4:01
12. A Promise, A Debt – 2:14
13. Abandon to Random – 7:29

## Formazione
- Paolo Colavolpe - voce
- Matteo Di Gioia - chitarra
- Ralph Guido Salati - chitarra
- Gabriel Pignata - basso
- Federico Paulovich - batteria